# 프랜시스 드레이크
프랜시스 드레이크 경(Sir Francis Drake, 1540년경~1596년 1월 27일)은 영국의 군인, 탐험가, 전설적인 해적이다. 스페인어 이름은 프란시스코 드라케(Francisco Draque)이며, 해적 때문에 골치를 앓던 스페인 사람들은 그를 가리켜 '드라코' 혹은 '엘 드라케'라 불렀다. 마젤란에 이어 세계 일주에도 성공했다.
1579년 3월에 태평양 칠레 연안에서 스페인 카카푸에고호를 약탈한 사건은 영국 해적사의 전설과 같은 사건으로 평가되고 있다. 이 공로를 인정빋아 1581년 엘리자베스 1세로부터 기사작위를 받았다. 1588년에 영불해협에서 벌어진 해전에서 스페인 무적함대를 물리치는데도 큰 공을 세워서 국민적 영웅이 되었다.

## 생애

### 어린 시절
1543년의 2월(혹은 3월), 프랜시스 드레이크는 남부 잉글랜드 데본의 타비스톡(Tavistock)에서, 에드먼드 드레이크(Edmund Drake)와 메어리 밀 웨이(Mary Mylwaye)의 사이에 12명의 자식 가운데 장남으로 태어났다. 농민이었던 아버지 에드먼드 드레이크는 프로테스탄트로서 후에 목사가 되었다. 열 살을 넘겼을 무렵부터 이미 인근의 늙은 선장 밑에서 항해에 종사했다. 선장으로부터 근면함을 인정받고 그의 배를 물려받은 드레이크는 배를 팔아 새로운 여행을 떠났다.
친척 존 호킨스 밑에서 노예 무역에 종사하던 그는 1568년 자신의 배를 가진 선장이 되었다. 그 후로도 존 호킨스의 선단에 참가했는데, 베라크루스 부근에서 에스파냐 해군의 기습을 받고 선단은 거의 괴멸 상태가 되어, 드레이크는 목숨만 겨우 건져 영국으로 돌아왔다. 이 경험은 훗날 드레이크의 전 생애에 걸친 에스파냐에 대한 복수심을 품게 했다.

### 해적 활동
1570년 이후부터 드레이크는 서인도 제도의 에스파냐 선박이나 식민지 마을을 습격하는 등의 해적 활동을 시작했다. 1573년에는 파나마에서 대서양 연안으로 200여필의 노새를 이용하여 금은을 옮기는 스페인 수송대를 급습해서 20여톤이 넘는 막대한 금은을 약탈했다. 양이 너무 많이 일부는 땅에 묻고 나머지만 싣고 귀국했다고 한다. 이 일로 스페인이 강력하게 항의했으나 처벌을 받지는 않았다.
1577년 11월, 배수량 약 300톤의 갤리온선 골든 하인드 호(Golden Hind)를 중심으로 한 다섯 척의 함대를 이끌고 플리머스 항을 출항, 대서양에서 마젤란 해협을 거쳐 태평양까지 진출했다. 1579년 칠레와 페루 연안의 에스파냐 식민지나 배를 덮쳐 다시 한 번 막대한 재보를 약탈했다. 그 중에는 스페인 왕실의 재보를 실은 카카푸에고 호 등도 있었다. 카카푸에고 호에는 은 26톤, 금 80파운드, 화폐와 장식품 13상자 등 모두 20만 파운드 상당의 재물이 적재되어 있었다고 추정된다. 모든 보물을 옮겨 싣는 데만 5일이 걸렸다고 한다. 그 후, 태평양을 가로질러 말루쿠 제도, 나아가 인도양에서 희망봉을 돌아 영국으로 귀국함으로써 페르디난드 마젤란에 이은 두 번째의 세계일주를 달성했다. 또한 도중인 1578년에 혼곶과 드레이크 해협을 발견하였다.
1580년 9월, 유일하게 살아남은 골든 하인드 호가 프리마스 항에 귀항했고, 항해 중에 얻은 금은 재보는 영국 여왕 엘리자베스 1세에게 바쳤다. 이는 30만 파운드를 넘는 것으로 당시 잉글랜드의 국고 세입을 훨씬 넘는 것이었다. 에스파냐 측에서는 드레이크의 처벌을 요구했지만, 엘리자베스 1세는 오히려 그를 영국 해군의 중장으로 임명함과 동시에 훈장을 수여(제독의 칭호)했다. 1581년에는 플리머스의 시장으로 선출되지만, 에스파냐와의 국교 악화로 다시 바다로 돌아와 에스파냐령에 대한 공격을 지휘했다. 이때 여왕은 영국 해군의 병력까지 직접 내주면서 드레이크의 해적질을 대놓고 도와줬고, 이것이 에스파냐의 왕 펠리페 2세가 '무적함대'를 내세워 영국을 공격하게 되는 주요 이유가 되었다고 한다.

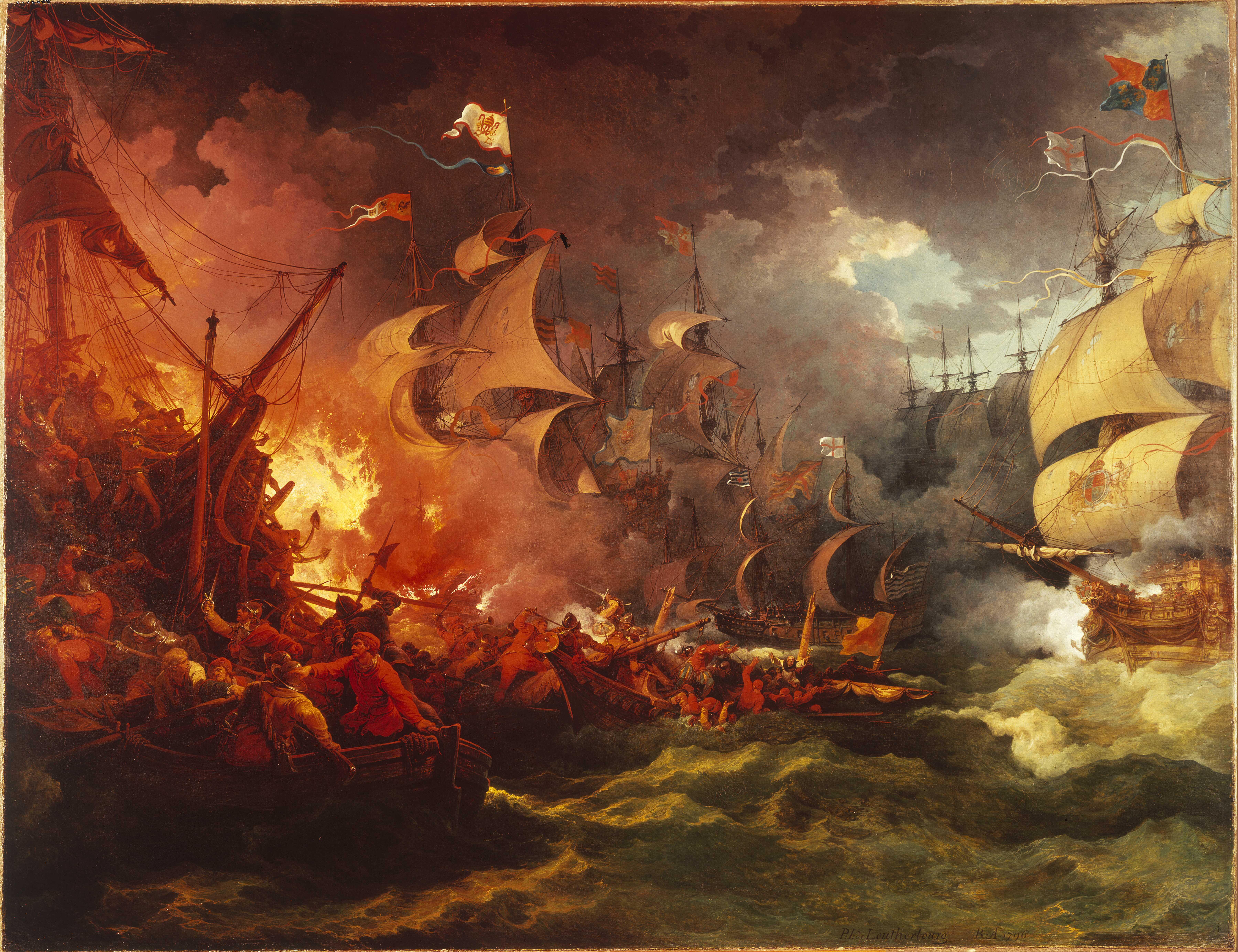
칼레 해전 (1588년)

### 칼레 해전
1587년에는 카디스 만에서 에스파냐 함대를 습격했고, 1588년의 아르마다 해전에서 찰스 하워드를 사령관으로 하는 영국 함대의 부사령관으로서 잉글랜드 함대의 실질적인 지휘를 맡아, 화약과 기름을 싣고 불을 붙인 배를 적의 함대로 보내는 해적식 전법을 통해 당시 '무적함대'라 불리던 에스파냐 함대를 궤멸시켰다. 그러나 하워드 제독과의 갈등으로 드레이크는 부제독 자리에서 해임된다. 드레이크는 하워드 제독의 명령을 무시하고 독단적으로 행동했으며, 약탈에 몰두하다가 자신의 함대를 잃어버렸다. 하지만 그가 약탈한 금을 엘리자베스 1세에게 바친 덕분에, 실질적으로 전쟁을 감당할 능력이 없어 파산 위기에 몰렸던 영국 왕실의 재정은 당시 징발된 상선과 군사에게 후한 급료를 줄 수 있을 정도로 풍족해졌고, 이때문에 드레이크를 실질적인 전쟁의 최고 공로자라고 보기도 한다.

## 말년과 사망
드레이크의 뱃사람으로서의 경력은 그가 오십줄에 접어들 때까지 이어졌다. 1595년의 에스파냐령 아메리카와의 싸움에서 괴멸적인 피해를 입은 뒤, 푸에르토리코의 산 후안의 싸움에서 패한다. 산 펠리페 델 모로 섬(Fort San Felipe del Morro)에서 에스파냐 출신의 포격수가 드레이크가 탄 배를 향해 대포를 쏘았지만, 드레이크는 살아남았다. 1596년, 에스파냐의 인디아스 함대를 피해 파나마의 포르토벨로 해안에서 멀리 떨어진 곳에 정박하고 있던 배 위에서 사망했다. 사인은 이질에 의한 병사였고 그때 그의 나이는 55세였다. 죽기 직전에는 병상에서 갑옷을 입으려고 하는 등 정신착란 상태를 보였다고 한다(죽을 때 멋있게 죽고 싶었던 것이라고도 한다). 시신은 납으로 만든 관에 넣어져 포르토벨로 부근의 바다에 수장되었다. 오늘날까지 다이버에 의한 수색작업이 이루어지고 있다.

## 결혼
1569년에 메어리 뉴먼(Mary Newman)과 결혼했다.
메어리는 결혼생활 12년 후인 1582년에 죽었다.
1585년에 엘리자베스 시덴햄(Elizabeth Sydenham)과 재혼했다.
슬하에 자식은 없었다.

## 문화에서
- 코에이사의 게임 대항해시대 2의 주인공 옷토 스피노라는 드레이크를 모델로 한 것이다.
- 원피스의 캐릭터인 X 드레이크는 드레이크를 모델로 한 것이다.
- PS4 게임 언차티드 1+2+3편 리마스터 합본팩과 언차티드 4의 주인공 네이선 드레이크는 게임 스토리의 설정상 프랜시스 드레이크의 후손으로 되어있다. (추가: 사실 후손이 아니다. 형인 새뮤얼과 네이선은 경찰에 살인 누명을 쓸 뻔하여 형제가 존경하는 인물인 프랜시스 드레이크의 성으로 신분을 위조한 것이다. 그리고 네이선은 프랜시스 드레이크의 반지를 박물관에서 훔쳐서 후손이라는 증거를 만들었다. 본명은 네이선 모건이다.)

## 참고 문헌
- 《판타지 라이브러리》대항해시대편. ISBN 978-89-7527-583-8